# Новоукраинский сыродельный завод
Новоукраинский сыродельный завод —  предприятие пищевой промышленности в городе Новоукраинка Новоукраинского района Кировоградской области Украины.

## История
Развитие предприятий местной промышленности по переработке сельхозпродукции в Новоукраинке началось после того, как в 1923 году поселение стало районным центром. В 1927 году здесь уже действовал молокозавод. В ходе индустриализации 1930х годов здесь был создан маслосыродельный завод экспортной продукции, перерабатывавший свыше 65 тонн молока в год.
В ходе боевых действий Великой Отечественной войны и немецкой оккупации (5 августа 1941 - 17 марта 1944) город серьёзно пострадал, а маслозавод был полностью разрушен отступавшими гитлеровскими войсками, но уже в 1944 году началось его восстановление. Первый цех маслозавода возобновил работу в марте 1944 года.
В связи с расширением ассортимента выпускаемой продукции маслодельный завод стал маслосыродельным заводом. В 1970 году он произвёл 15 781 центнеров сливочного масла и 4555 центнеров сыра, позднее сыр стал основной продукцией предприятия.
В целом, в советское время завод входил в число крупнейших предприятий города.
После провозглашения независимости Украины завод перешёл в ведение министерства сельского хозяйства и продовольствия Украины.
В мае 1995 года Кабинет министров Украины утвердил решение о приватизации завода.